# Aitsra
Aitsra – wieś w Estonii, prowincji Valga, w gminie Hummuli.